# Józef z Leonessy
Józef z Leonessy, właśc. Eufrazjusz Desideri (ur. 8 stycznia 1556 w Leonessie, zm. 4 lutego 1612), włoski kapucyn (OFMCap.), misjonarz i kaznodzieja, święty Kościoła katolickiego.
Cudem uniknął śmierci męczeńskiej z rąk sułtana Murada III podczas swej pracy misyjnej w Turcji. Po powrocie do Włoch był w Umbrii misjonarzem ludowym. Znany z przepowiadania przyszłości i czynienia cudów, przepowiedział m.in. dzień swojej własnej śmierci.
22 czerwca 1737 ogłoszony błogosławionym przez papieża Klemensa XII, kanonizowany przez Benedykta XIV 29 czerwca 1746.
Wspomnienie liturgiczne obchodzone jest we wspólnotach franciszkańskich i Kościele katolickim w dzienną pamiątkę śmierci.